# Neversoft
Neversoft ou Neversoft Entertainment foi uma desenvolvedora de jogos eletrônicos estadunidense que foi fundada em 1994 por Joel Jewett, Mick West e Chris Ward. Neversoft é melhor reconhecida por sua linha de jogos de skateboarding de Tony Hawk, conhecida como a série Tony Hawk's. A empresa foi obtida pela Activision em 1999.
A Neversoft também ficou responsável pelo jogo musical Guitar Hero, sucessora da tão aclamada Harmonix na atualização e criação de novas versões para um dos jogos de musica mais jogados do mundo.
Conhecida também por desenvolver o jogo Call Of Duty Ghosts e Gun (jogo eletrônico).
Em 2014, foi relatado que Neversoft tinha sido fundida com a criadora de Call of Duty, Infinity Ward, para criar o que foi encaminhado internamente como um "super-estúdio".